# Estación Luxardo (Mitre)
Luxardo es una estación ferroviaria ubicada en la localidad del mismo nombre, departamento San Justo, Provincia de Córdoba, Argentina.
Fue inaugurada en 1891 por el Ferrocarril Central Argentino.

## Servicios
La estación corresponde al Ferrocarril General Bartolomé Mitre de la red ferroviaria argentina. No presta servicios de pasajeros ni de cargas, sus vías e instalaciones están concesionadas a la empresa de cargas Nuevo Central Argentino.